# TP-82
A TP-82 (em russo:  ТП-82) era uma pistola de sobrevivência soviética de cano triplo transportada por cosmonautas em missões espaciais. Foi concebida como um auxílio de sobrevivência para ser usada após o desembarque e antes da recuperação na região da Sibéria.

## Recursos
A pistola poderia ser usada para caçar, para se defender de predadores e para sinais de socorro visíveis e audíveis. A coronha destacável também era um facão que vinha com uma bainha de lona.
Os dois canos superiores de escopeta usavam munição especial 12,5×70mm (calibre 40), e o cano inferior estriado usava munição 5,45×39mm desenvolvida para o fuzil de assalto AK-74. A TP-82 tinha uma grande alavanca no lado esquerdo da armação que abre a ação, e uma pequena trava de segurança sob o guarda-mato que se assemelhava a um gatilho secundário. De acordo com os astronautas da NASA, a arma era altamente precisa.

## História
A TP-82 foi o resultado das preocupações do cosmonauta Aleksei Leonov depois de ficar preso na região da Sibéria quando sua cápsula de seu Voskhod apresentou defeito. Ele temia que a pistola Makarov 9 mm fornecida em seu kit de sobrevivência fosse ineficaz contra a vida selvagem siberiana, ou seja, ursos e lobos.
As TP-82 foram carregadas regularmente em missões espaciais soviéticas e russas de 1986 a 2006. Elas faziam parte do kit portátil de sobrevivência de emergência do Soyuz (Носимый аварийный запас, Nosimyi Avariynyi Zapas, NAZ).
Em 2007, a mídia noticiou que a munição restante da TP-82 havia se tornado inutilizável e que uma pistola semiautomática regular seria usada em missões futuras.